# Donja Nevlja
Donja Nevlja (en serbe cyrillique : Доња Невља ; en bulgare : Долна Невля) est un village de Serbie situé dans la municipalité de Dimitrovgrad, district de Pirot. Au recensement de 2011, il comptait 13 habitants.

## Démographie
| 1948 | 1953 | 1961 | 1971 | 1981 | 1991 | 2002 | 2011 |
| ---- | ---- | ---- | ---- | ---- | ---- | ---- | ---- |
| 509  | 503  | 346  | 229  | 114  | 65   | 31   | 13   |

|  |